# Knut Ström
Knut Egron Ström, född 7 april 1887 i Piteå, Norrbottens län, död 4 april 1971 på Höstsol i Täby, var en svensk regissör och scenograf. 

## Biografi
Ström, som var son till agenten Johan (John) Ström, utexaminerades från Tekniska skolan i Stockholm 1903, var teatermålare hos Carl Grabow 1904, vid Kungliga Teaterns ateljé 1905–1910, hos H. Brausch vid Theater des Westens i Berlin 1910–1913, dekormålare, regissör och chef för Schauspielhaus i Düsseldorf 1913–1919 och anställdes 1919 vid Lorensbergsteatern i Göteborg, där han var chef 1924–1926. Han var anställd som regissör vid Göteborgs stadsteater 1934–1958. Han konstruerade dess scen och tekniska anordningar samt var ofta ansvarig för både regi och dekor vid sina föreställningar där. Han är representerad vid Scenkonstmuseet och Göteborgs teatermuseum.
För sina insatser vid Lorensbergsteatern och Stadsteatern mottog Knut Ström Göteborgs stads förtjänsttecken den 3 juni 1949.
1969 tilldelades han Teaterförbundets guldmedalj för "utomordentlig konstnärlig gärning".
Knut Ström är begravd på Lidingö kyrkogård. Han var gift med målaren Anna Ström och far till scenografen Carl Johan Ström samt farfar till musikern Ted Ström.

## Teater

### Regi (ej komplett)
| År   | Produktion                                         | Upphovsmän                                 | Teater                                   |
| ---- | -------------------------------------------------- | ------------------------------------------ | ---------------------------------------- |
| 1922 | Sabinskornas bortrövande Der Raub der Sabinerinnen | Franz von Schönthan och Paul von Schönthan | Lorensbergsteatern                       |
| 1925 | Swedenhielms                                       | Hjalmar Bergman                            | Lorensbergsteatern, 25 februari 1925     |
| 1934 | Sångare                                            | Rudolf Värnlund                            | Lorensbergsteatern, 4 januari 1934       |
| 1935 | Första maj                                         | Herbert Grevenius                          | Borås teater, 6 februari 1935            |
| 1935 | Den politiska kannstöparen                         | Ludvig Holberg                             | Göteborgs stadsteater, 13 april 1935     |
| 1940 | Farmor och vår herre                               | Hjalmar Bergman                            | Göteborgs stadsteater, 29 november 1940  |
| 1941 | Beredskap                                          | Gunnar Ahlström                            | Göteborgs stadsteater, 14 oktober 1941   |
| 1942 | Jubileum                                           | Gunnar Ahlström                            | Göteborgs stadsteater, 4 december 1942   |
| 1943 | Vävaren i Bagdad                                   | Hjalmar Bergman                            | Göteborgs stadsteater, 23 november 1943  |
| 1945 | Vår ofödde son                                     | Vilhelm Moberg                             | Göteborgs stadsteater, 14 september 1945 |
| 1946 | Othello                                            | William Shakespeare                        | Göteborgs stadsteater, 22 februari 1946  |
| 1946 | Krigsmans erinran                                  | Herbert Grevenius                          | Göteborgs stadsteater, 15 september 1946 |
| 1947 | Allt sedan Paradiset                               | J.B. Priestley                             | Göteborgs stadsteater                    |
| 1947 | Lutans sång                                        | Kao-Tse-Tcheng                             | Göteborgs stadsteater, 25 oktober 1947   |
| 1948 | Flickan från Lothringen                            | Maxwell Anderson                           | Göteborgs stadsteater, 7 februari 1948   |
| 1948 | Vi tre debutera                                    | Herbert Grevenius                          | Göteborgs stadsteater, 11 april 1948     |
| 1949 | På Manhattan                                       | Maxwell Anderson                           | Göteborgs stadsteater, 1 januari 1949    |
| 1949 | Brott och brott                                    | August Strindberg                          | Göteborgs stadsteater, 22 januari 1949   |
| 1949 | Journalist                                         | Åke Hall                                   | Göteborgs stadsteater, 10 september 1949 |
| 1950 | Förrädaren                                         | Bengt Anderberg                            | Göteborgs stadsteater, 2 januari 1950    |
| 1950 | Drömflickan                                        | Elmer Rice                                 | Göteborgs stadsteater, 13 oktober 1950   |
| 1951 | Oväder                                             | August Strindberg                          | Göteborgs stadsteater, 2 januari 1951    |
| 1952 | En midsommarnattsdröm                              | William Shakespeare                        | Göteborgs stadsteater, 8 februari 1952   |
| 1952 | I skvallerspegeln                                  | Samuel Spewack                             | Göteborgs stadsteater, 29 augusti 1952   |
| 1952 | Du ropar i natten                                  | Hans Hergin                                | Göteborgs stadsteater, 22 november 1952  |
| 1953 | Spökdamen                                          | Calderón de la Barca                       | Göteborgs stadsteater, 13 februari 1953  |
| 1953 | Körsbärsträdgården                                 | Anton Tjechov                              | Göteborgs stadsteater, 25 november 1953  |
| 1954 | Litet bo                                           | Herbert Grevenius                          | Göteborgs stadsteater, 18 februari 1954  |
| 1954 | Glaskulan                                          | Finn Carling                               | Göteborgs stadsteater, 6 maj 1954        |
| 1955 | Tolvskillingsoperan                                | Bertolt Brecht och Kurt Weill              | Göteborgs stadsteater                    |

### Scenografi
| År   | Produktion                              | Upphovsmän                                 | Regi          | Teater                                  | Noter |
| ---- | --------------------------------------- | ------------------------------------------ | ------------- | --------------------------------------- | ----- |
| 1948 | Alltsedan paradiset Ever since paradise | J. B. Priestley Översättning Barbro Alving | Sture Ericson | Helsingborgs stadsteater                |       |
| 1953 | Den Jäktade Den stundesløse             | Ludvig Holberg                             |               | Göteborgs stadsteater, 1 maj 1953       |       |
| 1953 | Frun från havet Fruen fra havet         | Henrik Ibsen                               |               | Göteborgs stadsteater, 26 november 1953 |       |
| 1955 | Pygmalion                               | George Bernard Shaw                        |               | Göteborgs stadsteater, 18 februari 1955 |       |
| 1956 | Petrus Kuräll                           | Olle Mattson                               | Keve Hjelm    | Göteborgs stadsteater                   |       |
| 1959 | Major Barbara                           | George Bernard Shaw                        | Keve Hjelm    | Göteborgs stadsteater                   |       |

## Radioteater
| År   | Produktion                                                 | Upphovsmän   |
| ---- | ---------------------------------------------------------- | ------------ |
| 1949 | Filip Collins äventyr: Detektiven Kenyons blandade känslor | Frank Heller |